# Kanton Villefranche-sur-Saône
Der Kanton Villefranche-sur-Saône ist seit 1790 ein französischer Wahlkreis im Département Rhône in der Region Auvergne-Rhône-Alpes. Er besteht aus der Stadt Villefranche-sur-Saône.

## Politik
| Vertreter im Départementsrat | Vertreter im Départementsrat    | Vertreter im Départementsrat |
| Amtszeit                     | Namen                           | Partei                       |
| ---------------------------- | ------------------------------- | ---------------------------- |
| 1994–2015                    | Jean-Jacques Pignard            | UDF                          |
| 2015–                        | Béatrice Berthoux Thomas Ravier | Les Républicains UDI         |